# Bratkovice
Bratkovice (německy Bratkowitz) jsou obec v okrese Příbram ve Středočeském kraji, asi 6 km severně od Příbrami. Žije zde 315 obyvatel.

## Historie
První písemná zmínka o obci pochází z roku 1394, kdy byl v rámci soudního sporu zmiňován mlýn v Bratkovicích. Tím se obec řadí mezi nejstarší obce na Příbramsku. Další zmínky souvisí s mlýny nebo s těžkou a zpracováním železné rudy, jejíž těžba je kolem řeky Litavky doložena již od středověku.

## Obecní správa

### Části obce
- Bratkovice (k. ú . Bratkovice)
- Dominikální Paseky (k. ú. Dominikální Paseky a Bratkovice v Brdech)

Součástí obce je také základní sídelní jednotka Bratkovice v Brdech. K obci patří také Paďousy a Zděný Mlýn.
Sousedními obcemi sídla jsou Sádek, Trhové Dušníky, Lhota u Příbramě, Hluboš a Čenkov.
V souvislosti se zánikem vojenského újezdu Brdy bylo k 1. lednu 2016 k obci připojeno katastrální území Bratkovice v Brdech o rozloze 0,965212 km² které vzniklo k 10. únoru 2014. Na tomto území je evidováno 0 budov a 0 obyvatel.

### Územněsprávní začlenění
Dějiny územněsprávního začleňování zahrnují období od roku 1850 do současnosti. V chronologickém přehledu je uvedena územně administrativní příslušnost obce v roce, kdy ke změně došlo:
- 1850 země česká, kraj Praha, politický i soudní okres Příbram[8]
- 1855 země česká, kraj Praha, soudní okres Příbram
- 1868 země česká, politický i soudní okres Příbram
- 1939 země česká, Oberlandrat Tábor, politický i soudní okres Příbram[9]
- 1942 země česká, Oberlandrat Praha, politický i soudní okres Příbram[10]
- 1945 země česká, správní i soudní okres Příbram[11]
- 1949 Pražský kraj, okres Příbram[12]
- 1960 Středočeský kraj, okres Příbram
- 2003 Středočeský kraj, okres Příbram, obec s rozšířenou působností Příbram

### Starostové
- Eva Valvodová (2018 - 2022)
- Miroslav Slepička (2022 - 2022)
- Eva Valvodová (2023 - současnost)

## Společnost

### Rok 1932
V obci Bratkovice (222 obyvatel, katol. kostel) byly v roce 1932 evidovány tyto živnosti a obchody: 3 cihelny, továrna na dřevitou vlnu, 3 hostince, kovář, půjčovna mlátiček, 3 mlýny, 2 pily, obchod s lahvovým pivem, pohodný, 3 obchody se smíšeným zbožím, trafika.
Ve vsi Dominikální Paseky (546 obyvatel, samostatná ves se později stala součástí Bratkovic) byly v roce 1932 evidovány tyto živnosti a obchody: faktorství rukavic, 3 hostince, kapelník, krejčí, 2 mlýny, obuvník, obchod s lahvovým pivem, 3 obchody se smíšeným zbožím, 2 trafiky, trhovec.

## Pamětihodnosti
- Památník Tomáše Garrigua Masaryka na návsi.
- Kaplička

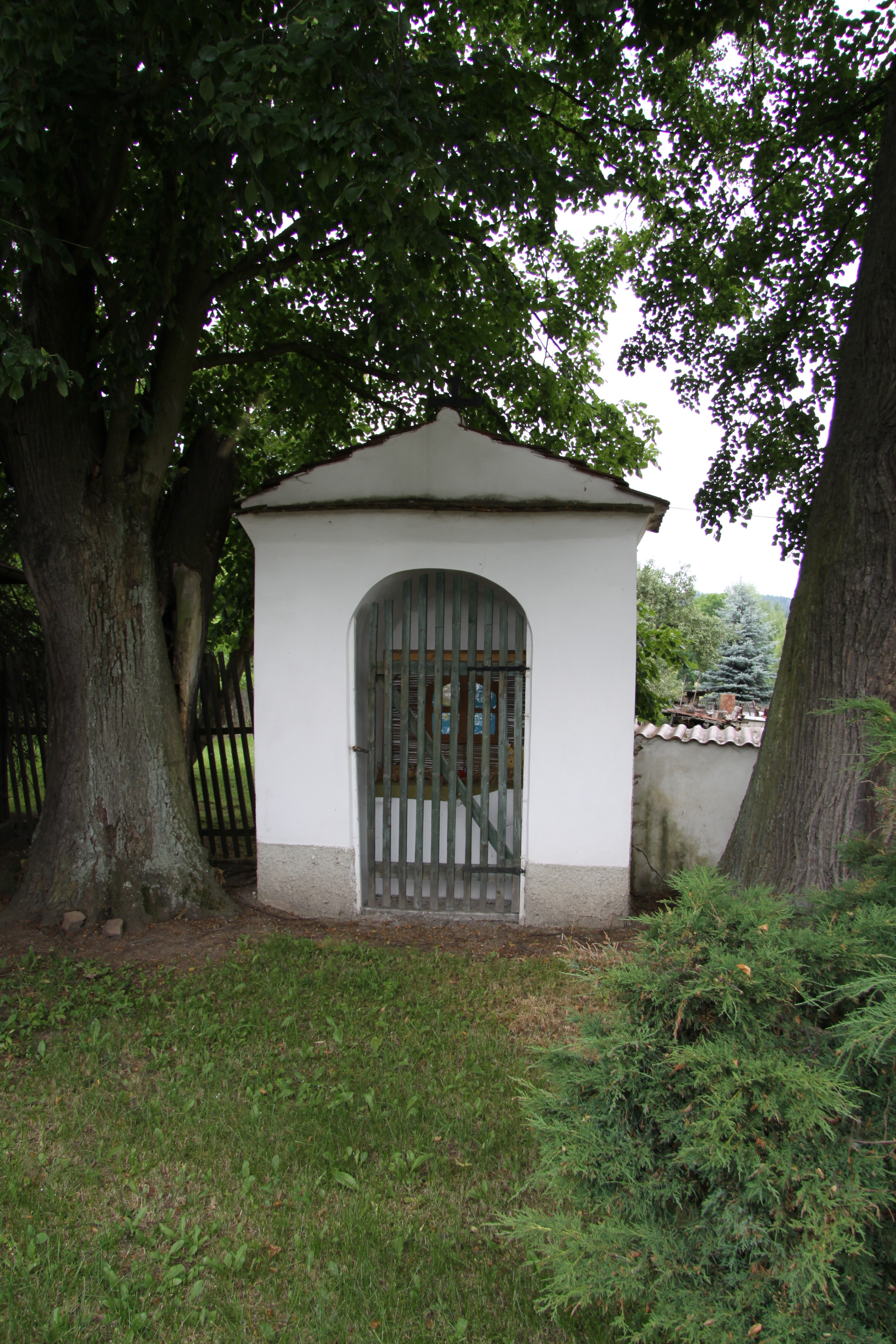
Kříž na návsi  - Kaplička v Bratkovicích
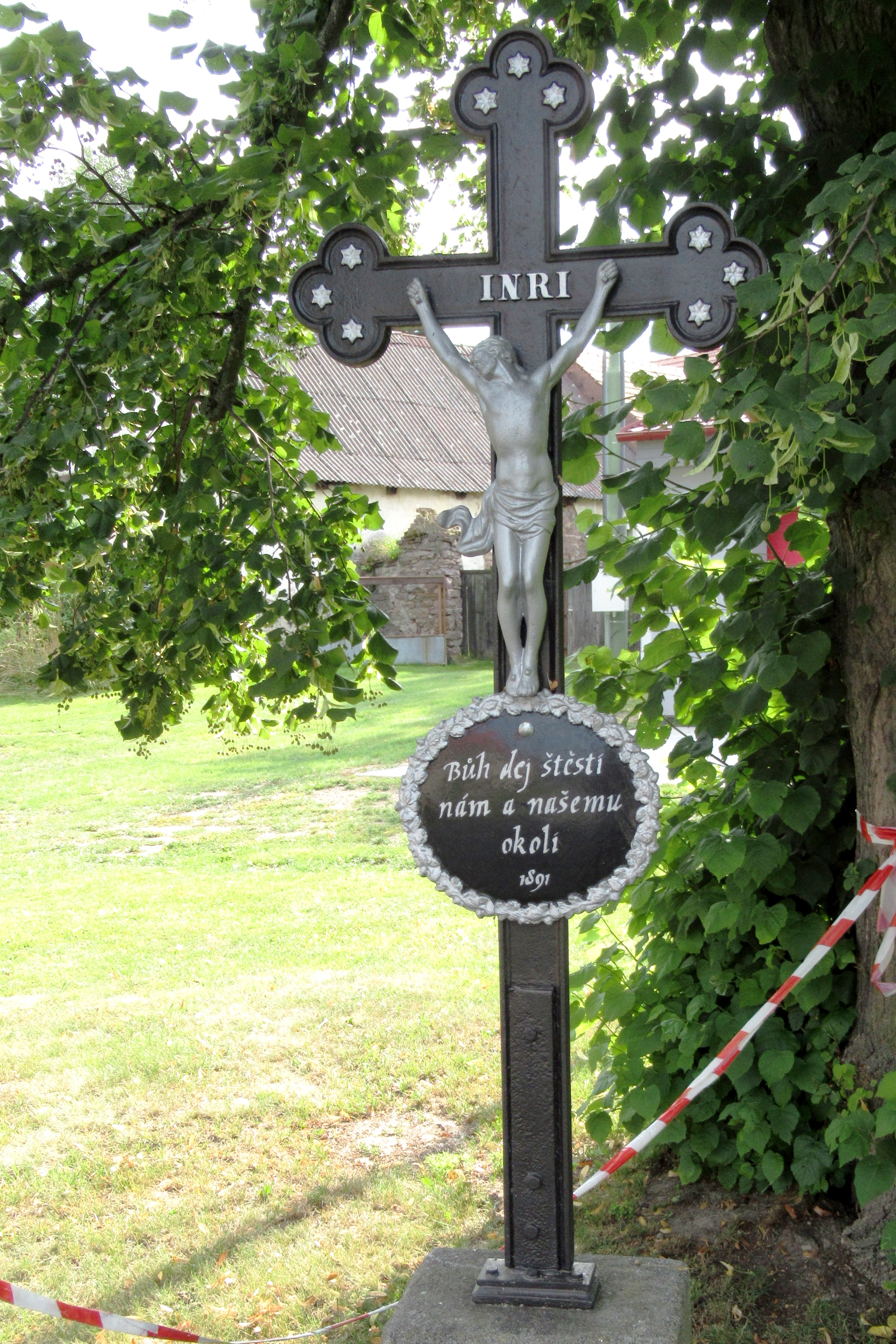
Kříž na návsi
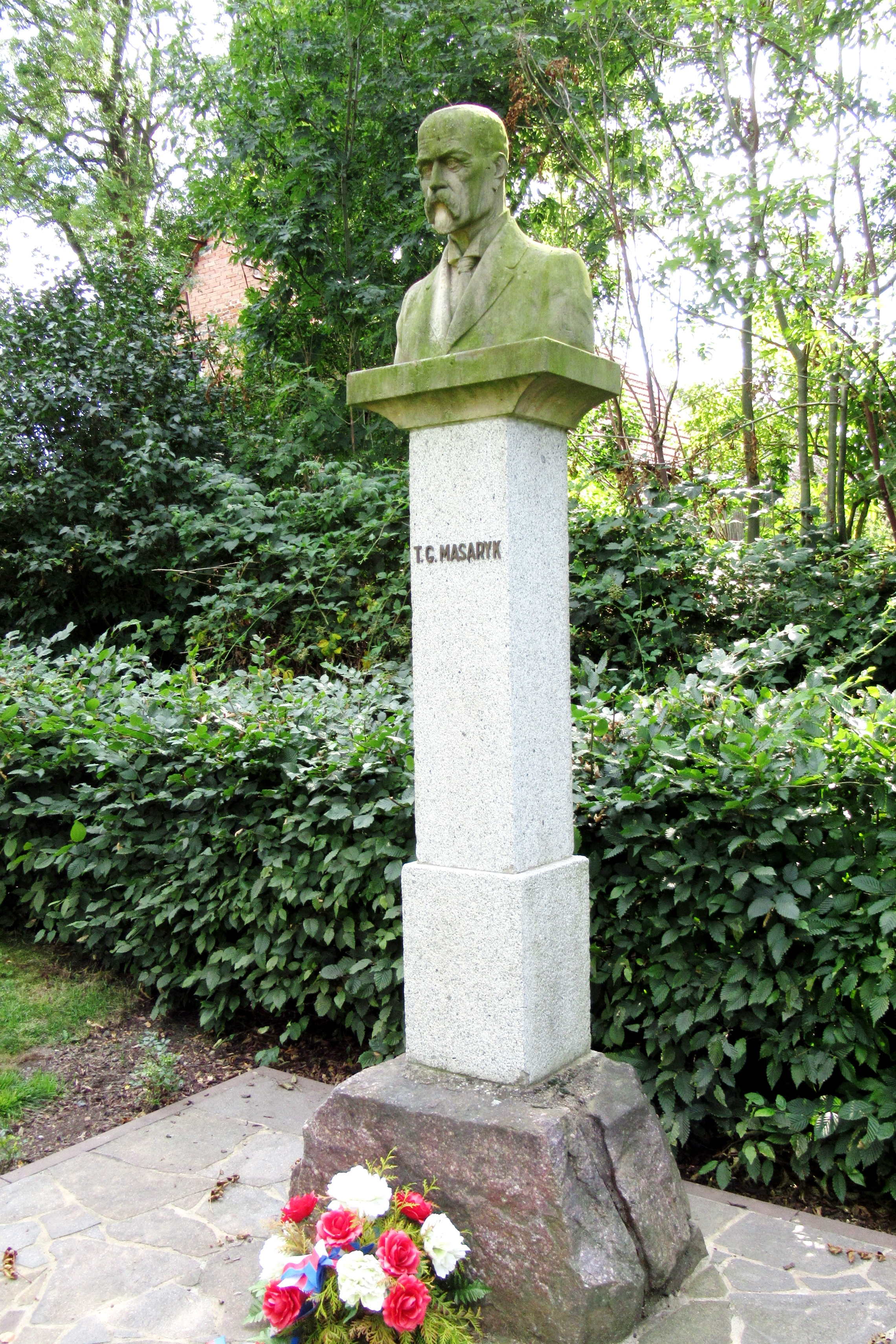
Památník T. G. Masaryka
  - Kříž na návsi
  - Památník T. G. Masaryka

## Doprava

### Dopravní síť
Do obce vedou silnice III. třídy. Ve vzdálenosti zhruba 2 km od obce vede silnice II/118 Nové Dvory – Budyně nad Ohří – Slaný – Kladno – Beroun – Zdice – Příbram – Kamýk nad Vltavou – Krásná Hora nad Vltavou – Petrovice.

### Autobusová doprava 2024
Autobusovou dopravu v obci Bratkovice zajišťuje společnost Arriva Střední Čechy. Obec je součástí Pražské integrované dopravy (PID). V obci se nachází zastávka Bratkovice. V místní části Dominikální Paseky se nachází zastávka Bratkovice,Dominikální Paseky a na silnici II/118 se nachází zastávka Bratkovice,Dominikální Paseky,rozc. Autobusová linka 504 zajišťuje spojení z Příbrami přes Lhotu u Příbramě, Obecnici, Drahlín, Sádek, Bratkovice a končí v Hluboši. Přes zastávku Bratkovice,Dominikální Paseky,rozc. vede linka 531 směřující z Příbrami do Jinců a Hořovic.

### Železniční doprava 2024
Obcí prochází jednokolejná regionální železniční trať 200 Zdice–Protivín, která byla uvedena do provozu v roce 1875. V obci se nachází železniční stanice Bratkovice, kde zastavují osobní vlaky linky S60. Tyto vlaky, provozované společností České dráhy, jezdí z Berouna přes Zdice a dále pokračují do Příbrami, Březnice, Blatné nebo Strakonic.

## Turistika
Obcí vede cyklotrasa č. 302 Příbram - Trhové Dušníky nebo Obecnice - Bratkovice - Jince - Hořovice.